# Gwahae-dong
Gwahae-dong là một dong, phường của Gangseo-gu ở Seoul, Hàn Quốc. Đây là một dong pháp lý (법정동 法定洞) được quản lý bởi dong hành chính của nó (행정동 行政洞) là Gonghang-dong.
Ủy ban Điều tra Tai nạn Hàng không và Đường sắt (ARAIB) có Phòng thí nghiệm Phân tích và Phá hủy FDR/CVR trong sân bay quốc tế Gimpo ở Gwahae-dong.